# Tactical Studies Rules
La TSR è stata la casa editrice statunitense fondata come Tactical Studies Rules nel 1973 da Gary Gygax e Don Kaye per pubblicare il gioco di ruolo fantasy Dungeons & Dragons, di cui Gary Gygax e Dave Arneson erano gli autori.
Gary Gygax non riuscendo a trovare un editore per pubblicare il nuovo tipo di gioco che aveva sviluppato con Dave Arneson, fondò con Don Kaye la Tactical Studies Rules nell'ottobre 1973. Non disponendo però di sufficienti fondi, i due accolsero come terzo socio alla pari Brian Blume, che portò i finanziamenti mancanti. Alla morte di Kaye, nel 1975, il padre di Blume, Melvin, acquistò la parte di Kaye e la compagnia venne rifondata come TSR Hobbies. Con l'improvvisa popolarità di Dungeons & Dragons come prodotto principale, la TSR divenne uno degli attori principali nell'industria del gioco alla fine degli anni Settanta. Melvin Blume vendette le sue quote all'altro suo figlio, Kevin, dando ai due fratelli Blume la maggioranza di controllo della compagnia, poi ribattezzata TSR Inc.
Nel 1984, sotto la gestione dei fratelli Blume, la TSR incorse in difficoltà finanziarie e, sebbene Gygax fosse riuscito a rimuoverli dal consiglio di direzione, questi vendettero le loro quote della società a Lorraine Williams, che ottenne il controllo della compagnia alla fine del 1985. La TSR continuò a prosperare sotto la gestione della Williams per diversi anni, ma al 1995 era in declino. In seguito al fallito lancio nel 1996 del gioco di dadi collezionabili Dragon Dice e ai resi di romanzi dalle librerie, inaspettatamente alti, Williams lasciò la compagnia senza riserve liquide per pagare le fatture dei fornitori. La compagnia venne così acquistata nel 1997 dalla Wizards of the Coast. I prodotti legati a D&D continuarono a essere venduti con il marchio TSR, il cui uso venne cessato con il lancio di Dungeons & Dragons 3.0 nel 2000.

## Storia

### Tactical Studies Rules
La Tactical Studies Rules (TSR) fu fondata il 1º ottobre 1973 da Gary Gygax e il suo amico d'infanzia Don Kaye, che fornì la gran parte dei fondi iniziali (1000 dollari) riscattando la sua polizza di assicurazione sulla vita. Poiché i fondi iniziali non bastavano comunque alla pubblicazione del regolamento di Dungeons & Dragons, costituito da tre libri, inizialmente la TSR pubblicò Cavaliers and Roundheads, un regolamento di wargame tridimensionale per generare i fondi aggiuntivi. Comunque nel dicembre 1973 venne ammesso nella compagnia anche Brian Blume, che offrì circa 2.000 dollari, fornendo i fondi necessari a pubblicare D&D senza aspettare che questi arrivassero dalla vendita di Cavaliers and Roundheads. Originariamente Kaye servì come presidente e tesoriere, Blume come vicepresidente e direttore alle vendite e Gygax come curatore editoriale e responsabile marketing. Nonostante Arneson fosse il cocreatore di Dungeons & Dragons non divenne socio della TSR poiché all'epoca era uno studente privo di fondi e fu solo nel 1976 che ne divenne dipendente a tempo pieno.
Nel 1974, TSR pubblicò la prima stampa di 1 000 copie di Dungeons & Dragons, vendendole al prezzo di $10 ciascuna più 3,50 $ per i dadi extra necessari. Nel gennaio 1975 pubblicò una seconda stampa di 1 000 copie, che si esaurì in soli cinque o sei mesi.
Nel 1974, la TSR pubblicò anche due wargame tridimensionali, il napoleonico Tricolor e il fantascientifico Warriors of Mars, ambientato nel mondo fantasy di Barsoom creato da Edgar Rice Burroughs per i suoi romanzi della serie di John Carter di Marte, al quale Gygax prestò omaggio nella prefazione della prima edizione di D&D. Comunque la TSR pubblicò questo regolamento senza il permesso della Burroughs estate, detentrice dei diritti, e dopo un'ordinanza  cease and desist il gioco venne ritirato dalla distribuzione. Nel 1975 la TSR pubblicò un altro wargame tridimensionale, Panzer Warfare, ambientato nella seconda guerra mondiale pensato per la scala 1:285 .
Al suo inizio la TSR vendette i suoi prodotti direttamente ai clienti, spedendo i giochi ai negozi di giochi e hobby, e vendendo all'ingrosso a tre distributori che erano produttori di miniature. Nel 1975 la TSR scelse uno o due distributori regolari. L'anno successivo si iscrisse alla Hobby Industry Association of America e iniziò a presentare i suoi prodotti alla loro fiera annuale, cominciando a stabilire una rete di distribuzione regolare.
Dopo la morte di Don Kaye per un attacco di cuore il 31 gennaio 1975, il suo ruolo venne assunto da sua moglie, Donna Kaye, che fu responsabile della contabilità, spedizioni e tenuta dei registri della compagnia fino all'estate. Nell'estate del 1975 Gygax divenne un impiegato a tempo pieno della ditta per assumere parte dei crescenti compiti da Donna Kaye. Arneson diventò anch'esso un associato nella compagnia per coordinare la ricerca e sviluppo con il suo circolo nelle Twin Cities (Minneapolis - Saint Paul).

### TSR Hobbies, Inc.
In seguito alla morte di Don Kaye, Blume e Gygax riorganizzarono la compagnia e nel luglio 1975 fondarono la TSR Hobbies, Inc.,. La nuova compagnia dovette riscattare dalla vedova di Kaye la sua partecipazione della vecchia compagnia e Gygax, che inizialmente deteneva la quota di maggioranza del 60% nella nuova compagnia, si ritrovò ad avere solo il 30% non avendo i fondi per poter contribuire al riscatto.
Fin in dall'inizio la nuova compagnia venne diretta ufficialmente da Brian. Originariamente la TSR Hobbies era stata creata come una divisione separata per vendere miniature e giochi di diverse compagnie, un'impresa collegata all'apertura del negozio di giochi Dungeon a Lake Geneva. Questo divenne il quartier generale effettivo della compagnia, incluso l'ospitare gli uffici di Blume e Gygax. Il 26 settembre 1975 le rimanenti proprietà della Tactical Studies Rules vennero trasferiti alla TSR Hobbies, Inc. La TSR Hobbies affidò all'esterno la stampa e l'assemblaggio dei prodotti nell'ottobre 1975 e la terza stampa di 2 000 copie di D&D si esaurì in cinque mesi. Tim Kask fu assunto nell'autunno del 1975 come curatore editoriale per i periodici e fu il primo impiegato a tempo pieno della compagnia.
Il primo prodotto pubblicato dalla TSR Hobbies fu Empire of the Petal Throne (M. A. Barker, 1975), seguito da due supplementi per D&D, Greyhawk e Blackmoor. Sempre nel 1975 pubblicò il gioco da tavolo Dungeon! e il gioco di ruolo di ambientazione western Boot Hill. Nell'anno fiscale del 1975 la compagnia guadagno 30.000 dollari. Nel 1976 la TSR inizio a gestire la fiera del gioco Gen Con nel 1976 e gestì il primo torneo aperto di D&D quello stesso anno. Nel 1976 vennero pubblicati i supplementi per D&D Eldritch Wizardry e Gods, Demi-Gods & Heroes e nel 1977 la prima edizione dell'D&D Basic Set. Sempre nel 1977, la TSR Hobbies pubblicò la prima edizione del Monster Manual, il primo manuale a copertina rigida pubblicato da una casa editrice di giochi. L'anno seguente la pubblicazione del Player's Handbook sancì la nascita di Advanced Dungeons & Dragons (AD&D) e la sua separazione dal Dungeons & Dragons Basic e furono pubblicati sei moduli avventura costituiti da materiale usato in precedenza nei tornei. Sempre nel 1978 la TSR Hobbies trasferì la sua sede fuori dalla casa di Gygax al centro di Lake Geneva, sopra al Dungeon Hobby Shop. Nel 1979, fu pubblicata la Dungeon Master's Guide e una campagna pubblicitaria con protagonista "Morley the Wizard" fu trasmessa alla radio.
Gygax concesse alla Games Workshop i diritti esclusivi per distribuire i prodotti della TSR nel Regno Unito, dopo un incontro con Ian Livingstone e Steve Jackson. La Games Workshop ristampò parte del materiale originario e produsse anche proprie versioni dei vari titoli di D&D e AD&D per evitare gli alti costi di importazione. Quando la TSR non riuscì a concludere un accordo con la Games Workshop riguardo a una possibile fusione creò una propria sussidiaria nel Regno Unito. Per soddisfare la crescente richiesta internazionale la TSR Ltd fu fondata in Inghilterra nel 1980. Gygax assunse Don Turnbull per dirigere le operazioni , che si espansero all'Europa continentale nel corso degli anni ottanta. La branca britannica dell'operazione la TSR UK produsse le serie "U" e "UK" dei moduli di AD&D e i moduli "B/X1" e "X8" per il Basic D&D, così come l'originale Fiend Folio. La TSR UK pubblicò anche 31 numeri della rivista Imagine, dedicata a Dungeons & Dragons.
Nel 1979 Dave Arneson fece causa alla TSR per ottenere le royalty sulle edizioni di D&D e per essere riconosciuto come coautore. Nel 1981 la causa fu chiusa con un accordo extragiudiziale, i cui contenuti non sono mai stati rivelati.
A seguito dell'accordo Arneson mantenne la proprietà intellettuale del marchio Blackmoor e tornò per un breve periodo a collaborare con la TSR tra il 1985 e il 1986 producendo una piccola serie di moduli di avventura.
Nel 1980 fu pubblicata a prima ambientazione per AD&D e il Greyhawk, il gioco di ruolo di spionaggio Top Secret. Apparentemente una nota scritta riportata su un foglio di carta intestata della TSR, riguardo ad un piano di assassinio fittizio, parte del playtesting del nuovo gioco, attirò le attenzioni dell'FBI sugli uffici della TSR. Nello stesso anno venne fondata la Role Playing Game Association, con lo scopo di promuovere il gioco di ruolo e di mettere in contatto i giocatori di tutta la nazione. Nel 1981 la rivista Inc. elencò la TSR Hobbies come una delle cento compagnie private in rapida crescita negli Stati Uniti. Lo stesso anno la TSR Hobbies trasferì nuovamente i suoi uffici, questa volta in un edificio che apparteneva a una società di forniture mediche, con annesso un magazzino. Nel 1982 la TSR Hobbies superò i 20 milioni di vendite sul mercato.
Nel 1982 la TSR Hobbies decise di terminare la licenza concessa alla Grenadier Miniatures per iniziare a produrre una propria linea di miniature, seguita da una di giocattoli; parte della linea di giocattoli per AD&D venne licenziata alla LJN. Nello stesso anno furono pubblicati due nuovi giochi di ruolo, Gangbusters e Star Frontiers. Diritti esclusivi di distribuzione furono conclusi in 22 paesi, e D&D venne tradotto in 22 nazioni, e tradotto per primo in francese e quindi in altri linguaggi tra cui danese, finnico, tedesco, ebraico, italiano, giapponese, coreano, norvegese e svedese. Nel 1982 venne costituito un dipartimento per l'educazione per sviluppare programmi curriculari di lettura, matematica e storia e risoluzione di problemi, quello di maggior successo fu la serie Endless Quest.
Melvin Blume trasferì la sua quota azionaria al figlio Kevin Blume. Con il consiglio di direzione costituito dai fratelli Blume più Gygax, il ruolo di Gygax era, al 1981, principalmente di presidente di rappresentanza e presidente del consiglio di amministrazione, con Brian Blume come presidente degli affari creativi e Kevin Blume presidente delle operazioni. Quest'anno la TSR Hobbies fatturò 12,9 milioni di dollari ed ebbe 130 dipendenti a libro paga.
La TSR Hobbies cercò di diversificarsi acquisendo o iniziando diverse nuove attività commerciali, tra queste la produzione di ricami, di miniature, giocattoli, articoli regalo e una divisione dedicata a perseguire opportunità nel campo del cinema e della televisione. La ditta acquisì l'editore di wargame SPI e la rivista Amazing Stories. Nel 1983, la compagnia venne divisa in quattro sussidiarie: TSR Inc. (la principale, la parola "Hobbies" fu rimossa dal nome), TSR International, TSR Ventures e TSR Entertainment Inc.
Già l'anno precedente Gygax si era trasferito in California per gestire la TSR Entertainment Gygax si trasferì a Hollywood per fondare la TSR Entertainment Inc. (che divenne in seguito Dungeons & Dragons Entertainment Corp.), e tentò di vendere la licenza per prodotti basati su D&D a produttori cinematografici e televisivi. Il suo lavoro risultò in un'unica licenza che condusse alla produzione della serie animata Dungeons & Dragons, che comunque generò oltre 100 differenti licenze e la serie fu per due anni al primo posto come audience nella sua fascia di trasmissione.
Dopo due anni di sviluppo la TSR pubblicò la saga di Dragonlance nel 1984 diventando il principale editore di fantasy e fantascienza negli Stati Uniti. Dragonlance consisteva di una nuova ambientazione promossa sia da una serie di moduli di avventura, che da una trilogia di romanzi scritti da Margaret Weis e Tracy Hickman. Il primo romanzo della serie, I draghi del crepuscolo d'autunno, raggiunge il primo posto della best seller list del The New York Times, incoraggiando la TSR a pubblicare altre serie di romanzi ambientati nelle varie ambientazioni ufficiali di D&D.
Nel 1984 la TSR firmò una licenza per la pubblicazione di giochi di ruolo basati su altre proprietà intellettuali, Marvel Super Heroes ambientato nel mondo dei supereroi della Marvel Comics, Adventures of Indiana Jones basato sulla serie cinematografica dell'avventuroso archeologo Indiana Jones e Conan sull'omonimo barbaro. Nel 1985, la Gen Con, che necessitava di spazi più ampi, fu trasferita a Milwaukee, Wisconsin. Il manuale Oriental Adventures per AD&D fu pubblicato quello stesso anno, e fu il più venduto del 1985. La TSR pubblicò il gioco da tavolo All My Children basato sulla soap opera La valle dei pini (All My Children) che vendette più di 150 000 copie. Nel 1986 la TSR introdusse la rivista bimestrale Dungeon Adventures, che presentava scenari di avventura quasi esclusivamente per D&D.

### Periodo Williams
Gygax tornò da Hollywood, avendo ricevuto notizia che i Blume stessero tentando di vendere la TSR e scoprì che la compagnia era in una cattiva situazione finanziaria, nonostante le buone vendite. Nel 1985 Gygax, che all'epoca possedeva solo circa il 30% delle azioni, convinse il consiglio di amministrazione della società a rimuovere i Blume dalla carica di dirigenti e ad applicare una serie di misure economiche che riuscirono in parte a risanare il bilancio dell'azienda. I fratelli Blume furono forzati a lasciare la compagnia dopo essere stati accusati di aver utilizzato male i suoi fondi e aver accumulato debiti nell'aver perseguito acquisizioni come quella di una ditta per la produzione di kit di ricamo, che vennero considerate troppo dispersive. Nel giro di un anno dalla cacciata dei Blume la compagnia venne forzata a dichiarare una perdita netta di 1,5 milioni di dollari, a causa della quale fu costretta a licenziare circa il 75% dei dipendenti. Alcuni di questi fondarono altre compagnie di giochi, come la Pacesetter e la Mayfair Games, o si trasferirono alla divisione videogiochi della Coleco.
Comunque i Blume vendettero la loro quota delle azioni a Lorraine Williams. Gygax tentò di far dichiarare illegale la vendita, ma dopo un verdetto contrario del tribunale, rinunciò alla lotta per il possesso della TSR e vendette la sua quota societaria alla Williams. Usò il capitale ricavato per fondare una nuova società, la New Infinity Productions.
Williams era una manager che vide il potenziale per ricostruire la compagnia piagata dei debiti e renderla di nuovo redditizia. Comunque considerava con disdegno i giochi e si considerava superiore ai giocatori. Implementò una politica interna per vietare il gioco in ditta. Questo causò la pubblicazione di molti giochi senza che fossero sufficientemente testati e molti prodotti risultarono incompatibili con il sistema di gioco esistente.
La TSR pubblicò l'ambientazione dei Forgotten Realms nel 1987. Quell'anno un piccolo gruppo di autori cominciò a lavorare su una seconda edizione di AD&D. Nel 1988 la TSR pubblicò un gioco di ruolo basato sul cartone animato Bullwinkle & Rocky, completo con una trottola e pupazzi. Lo stesso anno la TSR pubblicò un wargame basato sul romanzo La grande fuga dell'Ottobre Rosso. Nel 1989 venne pubblicata la seconda edizione di Advanced Dungeons & Dragons con nuovi Dungeon Master's Guide, Player's Handbook, i primi tre volumi del nuovo Monstrous Compendium, The Complete Fighter's Handbook, The Complete Thief's Handbook e una nuova ambientazione, Spelljammer.
Sotto la direzione della Williams, la TSR consolidò le sue espansioni in altri campi, come riviste, narrativa e fumetti. Mediante la sua famiglia deteneva i diritti alla licenza di Buck Rogers e incoraggiò la TSR a produrre giochi e romanzi basati su di essa. La TSR infine pubblicò un gioco da tavolo e il gioco di ruolo Buck Rogers XXVc.
Nel 1990, venne pubblicata l'ambientazione Ravenloft. Venne aperta la divisione West Coast per sviluppare diversi progetti nel campo dell'intrattenimento, tra cui una serie di fumetti di fantascienza, horror e azione/avventura. Nel 1991 pubblicò l'ambientazione Dark Sun, così come un gioco introduttivo a Dungeons & Dragons indirizzato ai principianti. Pubblicò inoltre la prima di tre set di carte per collezionisti. Nel 1992 pubblicò l'ambientazione Al-Qadim. Lo stesso anno pubblicò il suo primo romanzo in brossura, L'eredità di R. A. Salvatore, che nel giro di settimane raggiunge la lista dei bestseller del The New York Times. Nel 1992 la Gen Con stabilì un nuovo record di partecipanti a una convention di giochi con più di 18.000 visitatori. In 1993, pubblicò il gioco da tavolo Dragon Strike completo con una videocassetta che spiegava i concetti del gioco di ruolo. Nel 1994 venne pubblicata l'ambientazione Planescape.

### Fallimento e vendita
Per il 1995, la TSR era stata superata in volume di vendite sia dalla Games Workshop, che dalla Wizards of the Coast. La TSR tentò di entrare nel crescente mercato del giochi di carte collezionabili, prima con Spellfire (James Ward, 1994), poi con Dragon Dice (Lester Smith, 1995), che utilizzava dadi speciali invece di carte da gioco. In Dragon Dice, come per i giochi di carte collezionabili, i giocatori iniziavano con un assortimento misto di dadi base e potevano migliorarlo acquistando scatole di espansioni, mentre le carte di Spellfire presentavano caratteristiche provenienti dagli universi narrativi delle ambientazioni per Advanced Dungeons & Dragons. Oltre a queste iniziative la TSR decise anche di pubblicare dodici romanzi in brossura, nonostante negli anni precedenti ne avesse pubblicati solo uno o due all'anno.
Le vendite di Dragon Dice furono inizialmente buone e la TSR produsse rapidamente diverse espansioni, oltre a promuovere aggressivamente il gioco nelle librerie tradizionali, appoggiandosi alla Random House. Comunque il gioco non vendette bene nelle librerie ed anche le vendite dei set di espansione nei negozi di giochi tradizionali non furono buone. A questo si aggiunse che le vendite dei romanzi in brossura non furono quelle attese. Nonostante guadagni per 40 milioni di dollari la TSR terminò il 1996 con poche riserve finanziarie. Quando la Random House ritornò una quantità inaspettatamente alta dei romanzi e set di Dragon Dice invenduti, chiedendo un rimborso di diversi milioni di dollari, la TSR si trovò senza fondi. Non potendo pagare le fatture delle tipografie e delle ditte che fornivano i servizi logistici, queste rifiutarono nuovi lavori. Senza la possibilità di stampare e/o spedire prodotti la TSR si trovò senza i mezzi per generare nuovi ricavi o chiedere prestiti a breve termine
A dicembre 1995 la TSR fu costretta a licenziare trenta dipendenti, mentre altri se ne andarono per disaccordi sulla gestione della crisi.. L'edificio di Lake Geneva, che costituiva la sede storica della società, fu venduto per pagare le tipografie; in seguito la stessa villa della Williams venne ipotecata, senza riuscire a uscire dalla crisi. Il 10 aprile 1997 venne venduta alla Wizards of the Coast (editore tra gli altri di Magic), che per la cifra di 30 milioni di dollari ottenne tutte le proprietà della TSR inclusi i diritti su D&D e la Gen Con. Come parte della trattativa d'acquisto la Wizards of the Coast acquistò anche la Five Rings Publishing e Dancey si trasferì alla TSR dove divenne rapidamente brand manager e ideò e gestì il lancio del d20 System e dell'Open Gaming License. Mary L. Kirchoff che aveva fatto parte dello staff delle riviste della TSR ed aveva ricoperto il ruolo di capo del dipartimento narrativa della TSR, fu nominata a capo della divisione pubblicitaria, mentre Bill Slavicsek fu nominato capo del dipartimento ricerca e sviluppo.
Nel 1999 la Wizard of the Coast fu a sua volta acquisita dalla Hasbro, il gigante dei giochi interessato alla proprietà del gioco di carte collezionabili dedicato ai Pokémon, i cui diritti per il mercato occidentale erano stati da poco acquisiti dalla Wizards of the Coast
La Wizards of the Coast continuò ad usare il marchio della TSR per i prodotti legati a D&D per tre anni, fino alla pubblicazione di Dungeons & Dragons 3.0 nel 2000.

### Dispute legali
In seguito alla diminuzione dei successi iniziali la compagnia tentò spesso di difendere quello che considerava come sua esclusiva proprietà intellettuale, a volte con risultati grotteschi (i dipendenti della TSR ricordano che fu fatto almeno un tentativo per imporre un copyright TSR esclusivo sulla parola "dragon").
In aggiunta a questo ci furono numerose cause legali riguardo agli autori reali dei prodotti della compagnia e riguardo alle divisioni delle royalty.
Il fondo fu raggiunto quanto la TSR minacciò di cause legali individui che fornivano materiale per il gioco su siti Internet. La convinzione generale era che la compagnia stesse attaccando i suoi propri clienti.

## Prodotti
Il prodotto principale della TSR furono i giochi di ruolo, di cui quello di maggior successo fu Dungeons & Dragons, comunque produsse molti altri giochi, come librogame, giochi di carte, da tavolo e di dadi e pubblicò riviste e libri.

### Giochi di ruolo
- Bill Slavicsek, Richard Baker (1998). Alternity
- David "Zeb" Cook (1993). Amazing Engine
- Brian Blume, Gary Gygax (1975). Boot Hill
- Jeff Butler, Mike Cook, Michael Dobson, Jeff Grubb, Warren Spector, James M. Ward (1988). Buck Rogers XXVc
- David "Zeb" Cook (1984). Conan the Barbarian
- (1996). Dragonlance: Fifth Age (SAGA System)
- Dave Arneson e Gary Gygax (1974). Dungeons & Dragons
- MAR Barkder (1975). Empire of the Petal Throne
- James M. Ward e Gary Jaquet (1978). Gamma World
- Rick Krebs e Mark Acres (1982). Gangbusters
- David "Zeb" Cook (1984). Adventures of Indiana Jones
- Jeff Grubb (progettista) e Steve Winter (scrittore) (1984). Marvel Super Heroes
- Mike Selinker (1998). Marvel Super Heroes Adventure Game (Saga System)
- James M. Ward (1976). Metamorphosis Alpha
- David "Zeb" Cook e Lawrence Schick (1982). Star Frontiers
- Merle M. Rasmussen (1980). Top Secret

### Wargame
- Richard H. Berg (1983) A Gleam of Bayonets: The battle of Antitetam. Sulla battaglia di Antietam
- Paul Lidberg, Douglas Niles. A Line in the Sand, Sulle campagne della guerra del Golfo (1990-91)
- Richard Borg, David "Zeb" Cook, Tom Hoffman, Ken Sommerfield (1990). Battle of Britain. Sulla battaglia d'Inghilterra (1940-41)
- Douglas Niles (1985). Battlesystem
- Jeff Perren e Gary Gygax (1973). Cavaliers and Roundheads
- Jeff Perren e Gary Gygax (1975). Chainmail
- Gary Gygax (1975). Classic Warfare
- Glenn A. Rahman e Kenneth Rahman (1979). Divine Right
- Dave Arneson e Gary Gygax (1975). Don't Give Up The Ship!
- Mike Carr (1975). Fight in the Skies (successivamente rinominato Dawn Patrol)
- Jeff Grubb, Allen Varney (1987) Gammarauders
- Gary Gygax (1976). Little Big Horn[3]
- Brian Blume (1975). Panzer Warfare
- Steve Winter (1986). Sniper!. Seconda edizione del gioco originariamente pubblicato dalla SPI e scritto da James Dunnigan
- John Snider (1975). Star Probe
- Gary Gygax (1975). Tractics. Seconda edizione del gioco originariamente pubblicato dalla Guidon Games
- Rick Crane (1975). Tricolor
- Gary Gygax e Brian Blume (1974). Warriors of Mars
- Frank Davis (1983). Wellington's Victory (game). Seconda edizione del gioco originariamente pubblicato dalla SPI
- John Clemente e James McMillan (1976). William the Conqueror
- Abbott Albert, Eric Just, Patrick Wilson (1977). Cordite and Steel

### Giochi da tavolo
- David James Ritchie (1980) Attack Force
- Tom Wham (1979). The Awful Green Things From Outer Space
- Jeff Grubb (1988). Buck Rogers - Battle for the 25th Century.
- Tom Kruszewski (1986). Chase
- Dragonlance. Basato sull'omonima ambientazione
- Bruce Nesmith (1993). Dragonstrike
- David R. Megarry, Gary Gygax, Michael Gray, Steve Winter e S. Schwab(1975). Dungeon!
- (1989). Dungeon Fantasy
- Nik Sewell (1987). Elixir
- David "Zeb" Cook, Harold Johnson (1981). Escape From New York. Basato sul film 1997: Fuga da New York
- Michael Gray (1980). Fantasy Forest
- John A. Ball, Ray Carew, Keith Warburton. 4th Dimension
- Tom Wham e Richard Hamblen. The Great Khan Game
- Non attribuito (1986). Honeymooners Game
- Tom Wham (1980). Icebergs
- Jay Myers (1986). Kage
- Glenn Rahman, Kenneth Rahman (1980). Knights of Camelot[31]
- Marc-Éric Gervais, Pascale Loiseau, Georges Daniel Volpilhac (1987). Maxi Bour$e
- Party Zone: Spy Ring Scenario
- Non attribuito (1987). The Perry Mason Game
- Kevin Hendryx (1980). Remember the Alamo (microgame)
- Tom Moldvay (1981). Revolt on Antares
- Steve Marsh (1980). Saga
- (1977). Snit's Revenge (boardgame)
- David M. Rea (1985). Steppe
- Michael Price (1981). They've Invaded Pleasantville
- Philip A. Shreffler (1981). Vampyre
- Allen Hammack (1980). Viking Gods

### Giochi collezionabili
- Mike Reynolds e Chuck Kallenbach (1995). Blood Wars. Gioco di carte collezionabili, basato sull'ambientazione di Planescape
- Lester Smith (1995). Dragon Dice
- Timothy B. Brown, Dave Cook, James M. Ward, Steve Winter (1994). Spellfire

### Librogame
La TSR pubblicò diverse serie di librogame tra il 1982 e il 1996
- Advanced Dungeons & Dragons (Advanced Dungeons and Dragons Adventure Gamebook)
- Endless Quest
- Heart Quest
- SnarfQuest

### Riviste
- Amazing Stories
- Dragon
- Dungeon Adventures
- Imagine

### Fumetti
Dal 1987 al 1991, più un titolo nel 1996, la TSR pubblicò diverse serie a fumetti, alcune di esse basate sui suoi giochi di ruolo.
- 13:Assassin
- Agent 13: The Midnight Avenger
- Birthright: The Serpents Eye
- Buck Rogers Comic Module
- Dragonlance Fifth Age
- Dragonlance Saga
- Fineous Fingers Collection
- Forgotten Realms
- Intruder Comics Module
- Labyrinth of Madness
- R.I.P. Comics Module
- Snarfquest Collection
- Spelljammer
- Warhawks Comics Module

### Narrativa
Nel 1984 la TSR iniziò a pubblicare riviste basate sui suoi giochi. La maggior parte delle ambientazioni di D&D ebbe una propria serie. Quelle di maggior successo furono quelle dedicate a Dragonlance e ai Forgotten Realms, con dozzine di titoli per ciascuna.
La TSR pubblicò anche il romanzo Buck Rogers: A Life in the Future (Martin Caidin, 1995), una reinvenzione dell'universo di Buck Rogers non correlata al gioco Buck Rogers XXVC.
La TSR pubblicò diversi romanzi fantasy e di fantascienza non collegati ai suoi giochi, come la serie di "Red Kings of Wynnamyr" di L. Dean James, Sorcerer's Stone (1991) e Kingslayer (1992); i cinque romanzi di Mary H. Herbert della serie di "Gabria" (Valorian, Dark Horse, Lightning's Daughter, City of the Sorcerers e Winged Magic); e narrativa fantasy umoristica tra cui i romanzi di "Count Yor" di Roy V. Young Captains Outrageous (1994) e Yor's Revenge(1995). Comunque questi progetti furono sempre una parte minoritaria della produzione delle compagnia, che mantenne sempre una forte enfasi su prodotti derivati dai propri giochi.